# Lijst van voetbalinterlands Chili - Zwitserland
Deze lijst van voetbalinterlands is een overzicht van alle officiële voetbalwedstrijden tussen de nationale teams van Chili en Zwitserland. De landen speelden tot op heden vier keer tegen elkaar. De eerste ontmoeting, een vriendschappelijke wedstrijd, werd gespeeld in Bern op 6 april 1960. Het laatste duel, een groepswedstrijd tijdens het Wereldkampioenschap voetbal 2010, vond plaats op 21 juni 2010 in Port Elizabeth (Zuid-Afrika).

## Wedstrijden
| № | Plaats         | Datum            | Competitie        | Wedstrijd           | Uitslag |
| - | -------------- | ---------------- | ----------------- | ------------------- | ------- |
| 1 | Bern           | 6 april 1960     | Vriendschappelijk | Zwitserland – Chili | 4 – 2   |
| 2 | Santiago       | 30 mei 1962      | WK 1962           | Chili – Zwitserland | 3 – 1   |
| 3 | Wenen          | 7 september 2007 | Vriendschappelijk | Zwitserland – Chili | 2 – 1   |
| 4 | Port Elizabeth | 21 juni 2010     | WK 2010           | Chili – Zwitserland | 1 – 0   |

## Samenvatting
| Competitie        | Totaal gespeeld | Winst Chili | Gelijk | Winst Zwitserland | Doelsaldo Chili – Zwitserland |
| ----------------- | --------------- | ----------- | ------ | ----------------- | ----------------------------- |
| WK-eindronde      | 2               | 2           | 0      | 0                 | 4 − 1                         |
| Vriendschappelijk | 2               | 0           | 0      | 2                 | 3 − 6                         |
| Totaal            | 4               | 2           | 0      | 2                 | 7 − 7                         |

Wedstrijden bepaald door strafschoppen worden, in lijn met de FIFA, als een gelijkspel gerekend.

## Details

### Eerste ontmoeting
| Vriendschappelijk (Bern, Zwitserland, 6 april 1960): |              | |
| Zwitserland | 4 – 2        | Chili |
| Raúl Sánchez 10' (e.d.) Josef Hügi 57' Anton Allemann 73' Roger Vonlanthen 82' (pen.)                                                                         | goals        | 62' Juan Soto Mura 76' Armando Tobar |
| Karl Rappan | bondscoach   | Fernando Riera |
| Werner Schley Wilhelm Kernen Rolf Mägerli André Grobéty Heinz Schneiter Hans Weber Charles Antenen Roger Vonlanthen Josef Hügi Anton Allemann Robert Ballaman | opstellingen | Raúl Coloma Luis Eyzaguirre Jorge Luco Raúl Sánchez Sergio Navarro Hernán Rodríguez Leonel Sánchez Mario Moreno ??' Juan Soto Mura Alberto Fouilloux ??' Bernardo Bello |
| | wissels      | ??' René Meléndez ??' Armando Tobar |

### Tweede ontmoeting
| WK 1962 (Santiago, Chili, 30 mei 1962): |              | |
| Chili | 3 – 1        | Zwitserland |
| Leonel Sánchez 44' Leonel Sánchez 51' Jaime Ramírez Banda 55' | goals        | 6' Rolf Wüthrich |
| Fernando Riera | bondscoach   | Karl Rappan |
| Carlos Contreras Raul Sánchez Honorino Landa Leonel Sánchez Alberto Fouilloux Luis Eyzaguirre Eladio Rojas Sergio Navarro Jaime Ramirez Jorge Toro Misael Escutti | opstellingen | Karl Elsener Heinz Schneiter Friedrich Morf André Grobéty Ely Tacchella Hans Weber Charles Antenen Rolf Wüthrich Norbert Eschmann Philippe Pottier Anton Allemann |

### Derde ontmoeting
| Vriendschappelijk (Wenen, Oostenrijk, 7 september 2007): |              | |
| Zwitserland | 2 – 1        | Chili |
| Tranquillo Barnetta 13' Marco Streller 55' | goals        | 44' Alexis Sánchez |
| Köbi Kuhn | bondscoach   | Marcelo Bielsa |
| Pascal Zuberbühler Philipp Degen Johan Djourou 46' Philippe Senderos Ludovic Magnin Valon Behrami 46' Fabio Celestini Gökhan Inler 87' Tranquillo Barnetta 74' Xavier Margairaz 66' Blaise Nkufo 46' | opstellingen | Claudio Bravo 87' Cristian Álvarez Miguel Riffo Ismael Fuentes 66' Arturo Vidal 66' Mauricio Isla Matias Fernandez Manuel Iturra Eduardo Rubio Alexis Sanchez 84' Humberto Suazo |
| Mario Eggimann 46' Johan Vonlanthen 46' Marco Streller 46' Hakan Yakin 66' Christoph Spycher 74' Benjamin Huggel 87'                                                                                 | wissels      | 66' Marco Estrada 66' Luis Jimenez 84' Marcelo Salas 87' Gonzalo Fierro |
| Johan Djourou 41' | gele kaarten | 20' Arturo Vidal 75' Marco Estrada |

### Vierde ontmoeting
| WK 2010 (Port Elizabeth, Zuid-Afrika, 21 juni 2010): |              | |
| Chili | 1 – 0        | Zwitserland |
| Mark González 75' | goals        | |
| Marcelo Bielsa | bondscoach   | Ottmar Hitzfeld |
| Claudio Bravo Gary Medel Waldo Ponce Gonzalo Jara Mauricio Isla Carlos Carmona Arturo Vidal 46' Matías Fernández 65' Alexis Sánchez Humberto Suazo 46' Jean Beausejour | opstellingen | Diego Benaglio Stephan Lichtsteiner Steve von Bergen Stéphane Grichting Reto Ziegler Valon Behrami Gökhan Inler Benjamin Huggel 77' Gelson Fernandes 68' Blaise Nkufo 42' Alexander Frei |
| Mark González 46' Jorge Valdivia 46' Esteban Paredes 65' | wissels      | 42' Tranquillo Barnetta 68' Eren Derdiyok 77' Albert Bunjaku |
| Humberto Suazo 2' Carlos Carmona 22' Waldo Ponce 25' Matías Fernández 60' Gary Medel 61' Jorge Valdivia 90+1'                                                          | gele kaarten | 18' Blaise Nkufo 48' Tranquillo Barnetta 60' Gökhan Inler |
| | rode kaarten | 31' Valon Behrami |

FFCh · A-internationals · Selecties · Bondscoaches · Chileens vrouwenelftal · Olympisch elftal · Chili U21 · Chili U20 · Chili U19 · Chili U18 · Chili U17
1910 – 1919 ·
1920 – 1929 ·
1930 – 1939 ·
1940 – 1949 ·
1950 – 1959 ·
1960 – 1969 ·
1970 – 1979 ·
1980 – 1989 ·
1990 – 1999 ·
2000 – 2009 ·
2010 – 2019 ·
2020 – 2029
WK 1930 · 
WK 1950 · 
WK 1962 · 
WK 1966 · 
WK 1974 · 
WK 1982 · 
WK 1998 · 
WK 2010 · 
WK 2014
OS 1928 · 
OS 1952 · 
OS 1984 · 
OS 2000
1910 · 
1911 · 1912 · 
1913 · 
1914 · 1915 · 
1916 · 
1917 · 
1918 · 
1919 · 
1920 · 
1921 · 
1922 · 
1923 · 
1924 · 
1925 · 
1926 · 
1927 · 
1928 · 
1929 · 
1930 · 
1931 · 1932 · 1933 · 1934 · 
1935 · 
1936 · 
1937 · 
1938 · 
1939 · 
1940 · 
1941 · 
1942 · 
1943 · 1944 · 
1945 · 
1946 · 
1947 · 
1948 · 
1949 · 
1950 · 
1951 · 
1952 · 
1953 · 
1954 · 
1955 · 
1956 · 
1957 · 
1958 · 
1959 · 
1960 · 
1961 · 
1962 · 
1963 · 
1964 · 
1965 · 
1966 · 
1967 · 
1968 · 
1969 · 
1970 · 
1971 · 
1972 · 
1973 · 
1974 · 
1975 · 
1976 · 
1977 · 
1978 · 
1979 · 
1980 · 
1981 · 
1982 · 
1983 · 
1984 · 
1985 · 
1986 · 
1987 · 
1988 · 
1989 · 
1990 ·
1991 · 
1992 · 
1993 · 
1994 · 
1995 · 
1996 · 
1997 · 
1998 · 
1999 · 
2000 · 
2001 · 
2002 · 
2003 · 
2004 · 
2005 · 
2006 · 
2007 · 
2008 · 
2009 · 
2010 · 
2011 · 
2012 · 
2013 · 
2014 · 
2015 · 
2016 ·
2017 ·
2018 ·
2019 ·
2020 ·
2021 ·
2022 ·
2023 ·
2024
Albanië ·
Algerije ·
Argentinië ·
Armenië ·
Australië ·
België ·
Bolivia ·
Bosnie en Herzegovina ·
Brazilië ·
Bulgarije ·
Burkina Faso ·
Canada ·
China ·
Colombia ·
Costa Rica ·
Cuba ·
DDR ·
Denemarken ·
Dominicaanse Republiek ·
Duitsland ·
Ecuador ·
Egypte ·
El Salvador · 
Engeland ·
Estland ·
Finland ·
Frankrijk ·
Ghana · 
Griekenland ·
Guatemala ·
Guinee ·
Haïti ·
Honduras ·
Hongarije ·
Ierland ·
IJsland ·
Irak ·
Iran ·
Israël ·
Italië ·
Ivoorkust ·
Jamaica ·
Japan ·
Joegoslavië ·
Kameroen ·
Kroatië ·
Litouwen ·
Marokko ·
Mexico ·
Nederland ·
Nieuw-Zeeland · 
Noord-Ierland ·
Noord-Korea ·
Oekraïne · 
Oman · 
Oostenrijk ·
Palestina ·
Panama · 
Paraguay ·
Peru ·
Polen ·
Portugal · 
Qatar ·
Roemenië · 
Rusland ·
Saoedi-Arabië ·
Schotland ·
Senegal ·
Servië ·
Slowakije ·
Sovjet-Unie ·
Spanje ·
Togo ·
Trinidad en Tobago ·  
Tsjecho-Slowakije ·
Tunesië · 
Turkije · 
Uruguay ·
Venezuela ·
Verenigde Arabische Emiraten ·
Verenigde Staten ·
Wales ·
Zambia ·
Zuid-Afrika ·
Zuid-Korea ·
Zweden ·
Zwitserland
Algerije (1982) · 
Australië (2014) · 
Brazilië (2014) · 
Honduras (2010) · 
Nederland (2014) · 
Oostenrijk (1982) · 
Spanje (2010) · 
Spanje (2014) · 
West-Duitsland (1982) · 
Zwitserland (2010)
SFV · A-internationals · Selecties · Bondscoaches · Zwitsers vrouwenelftal · Olympisch elftal · Zwitserland U21 · Zwitserland U19 · Zwitserland U18 · Zwitserland U17 · Zwitserland U16 · Vrouwen U17
1905 – 1919 · 
1920 – 1929 · 
1930 – 1939 · 
1940 – 1949 · 
1950 – 1959 · 
1960 – 1969 · 
1970 – 1979 · 
1980 – 1989 · 
1990 – 1999 · 
2000 – 2009 · 
2010 – 2019 · 
2020 – 2029
EK's: 1996 · 
2004 · 
2008 · 
2016 · 
2020 · 
2024
WK's: 1934 · 
1938 · 
1950 · 
1954 · 
1962 · 
1966 · 
1994 · 
2006 · 
2010 · 
2014 · 
2018 · 
2022
OS: 1924 · 
1928 · 
2012
1905 · 
1906 · 1907 · 
1908 · 
1909 · 
1910 · 
1911 · 
1912 · 
1913 · 
1914 · 
1915 · 
1916 · 
1917 · 
1918 · 
1919 · 
1920 · 
1921 · 
1922 · 
1923 · 
1924 · 
1925 · 
1926 · 
1927 · 
1928 · 
1929 · 
1930 · 
1931 · 
1932 · 
1933 · 
1934 · 
1935 · 
1936 · 
1937 · 
1938 · 
1939 · 
1940 · 
1941 · 
1942 · 
1943 · 
1944 · 
1945 · 
1946 · 
1947 · 
1948 · 
1949 · 
1950 · 
1952 ·
1952 · 
1953 · 
1954 · 
1955 · 
1956 · 
1957 · 
1958 · 
1959 · 
1960 · 
1961 · 
1962 · 
1963 · 
1964 · 
1965 · 
1966 · 
1967 · 
1968 · 
1969 · 
1970 · 
1971 · 
1972 · 
1973 · 
1974 · 
1975 · 
1976 · 
1977 ·
1978 · 
1979 · 
1980 · 
1981 · 
1982 · 
1983 · 
1984 · 
1985 · 
1986 · 
1987 · 
1988 · 
1989 · 
1990 ·
1991 · 
1992 · 
1993 · 
1994 ·
1995 · 
1996 · 
1997 · 
1998 · 
1999 · 
2000 · 
2001 · 
2002 · 
2003 · 
2004 · 
2005 · 
2006 · 
2007 · 
2008 · 
2009 · 
2010 · 
2011 · 
2012 · 
2013 ·
2014 ·
2015 ·
2016 ·
2017 ·
2018 ·
2019 ·
2020 ·
2021 ·
2022
Albanië ·
Algerije · 
Andorra · 
Argentinië ·
Australië ·
Azerbeidzjan ·
België ·
Bolivia ·
Bosnië en Herzegovina ·
Brazilië ·
Bulgarije ·
Canada ·
Chili ·
China ·
Colombia ·
Costa Rica ·
Cyprus ·
Denemarken ·
DDR ·
Duitsland ·
Ecuador ·
Egypte ·
Engeland · 
Estland ·
Faeröer ·
Finland ·
Frankrijk ·
Georgië ·
Ghana ·
Gibraltar ·
Griekenland ·
Honduras ·
Hongarije ·
Hongkong ·
Ierland ·
IJsland ·
Israël ·
Italië ·
Ivoorkust ·
Jamaica ·
Japan ·
Joegoslavië ·
Kameroen ·
Kenia ·
Kosovo ·
Kroatië ·
Letland ·
Liechtenstein ·
Litouwen ·
Luxemburg ·
Malta ·
Marokko ·
Mexico ·
Moldavië ·
Montenegro ·
Nederland ·
Nigeria ·
Noord-Ierland ·
Noorwegen ·
Oekraïne ·
Oman ·
Oostenrijk ·
Panama ·
Peru ·
Polen ·
Portugal ·
Qatar ·
Roemenië ·
Rusland ·
Saarland ·
San Marino ·
Schotland ·
Servië ·
Slovenië ·
Slowakije ·
Sovjet-Unie · 
Spanje ·
Togo ·
Tsjechië ·
Tsjecho-Slowakije ·
Tunesië ·
Turkije ·
Uruguay ·
Venezuela ·
VA Emiraten ·
Verenigde Staten ·
Wales ·
Wit-Rusland ·
Zimbabwe ·
Zuid-Korea ·
Zweden
Albanië (2016) ·
Argentinië (2014) ·
Brazilië (2018) ·
Chili (2010) ·
Costa Rica (2018) ·
Ecuador (2014) ·
Frankrijk (2006) ·
Frankrijk (2014) ·
Frankrijk (2016) ·
Frankrijk (2021) ·
Honduras (2010) · 
Honduras (2014) · 
Italië (2021) · 
Oekraïne (2006) ·
Portugal (2008)  · 
Portugal (2022) · 
Roemenië (2016) · 
Servië (2018) ·
Spanje (2010) ·
Spanje (2021) ·
Togo (2006) ·
Tsjechië (2008) ·
Turkije (2008) ·
Turkije (2021) ·
Wales (2021) ·
Zuid-Korea (2006) ·
Zweden (2018)